# نادي مارغيت
نادي مارغيت لكرة القدم (بالإنجليزية: Margate Football Club)‏ نادي كرة قدم إنجليزي يلعب في دوري الدرجة السابعة . تم تأسيس النادي في سنة 1896 .